# Jadiel Pereira da Gama
Jadiel Pereira da Gama (* 15. Dezember 2009 in Almere) ist ein niederländischer Fußballspieler. Er ist defensiver Mittelfeldspieler und steht bei PEC Zwolle unter Vertrag. Zudem ist er niederländischer Nachwuchsnationalspieler.

## Karriere im Verein
Jadiel Pereira da Gama kam im Alter von acht Jahren in die Akademie von PEC Zwolle und gab am 15. August 2025 im Alter von 15 Jahren und 243 Tagen beim 2:0-Auswärtssieg in der Eredivisie gegen Telstar 1963 sein Profidebüt. Er ist somit der jüngste Spieler, der in der Eredivisie zum Einsatz kam.

## Laufbahn in der Nationalmannschaft
Jadiel Pereira da Gama absolvierte bisher sieben Länderspiele (Stand: 16. August 2025) für die U16 von „Oranje“ und schoss ein Tor.